# União de Brest
União de Brest (em russo:  Брестская уния, em bielorrusso:  Берасьце́йская ву́нія, em ucraniano:  Берестейська унія, em polonês/polaco:  Unia brzeska, em lituano:  Brastos unija) se refere à decisão, em 1595-1596, da Igreja Ortodoxa nas terras rutenas da Comunidade Polaco-Lituana, a Metrópole de Kiev, Galícia e Toda a Rússia, com sede em Vilnius, de cortar relações com o Patriarcado de Constantinopla e se colocar sob a jurisdição do Papa de Roma, mantendo as práticas litúrgicas ortodoxas, levando a formação da Igreja rutena uniata, que atualmente existe como Igreja Greco-Católica Ucraniana e Igreja Greco-Católica Bielorrussa.

## A União

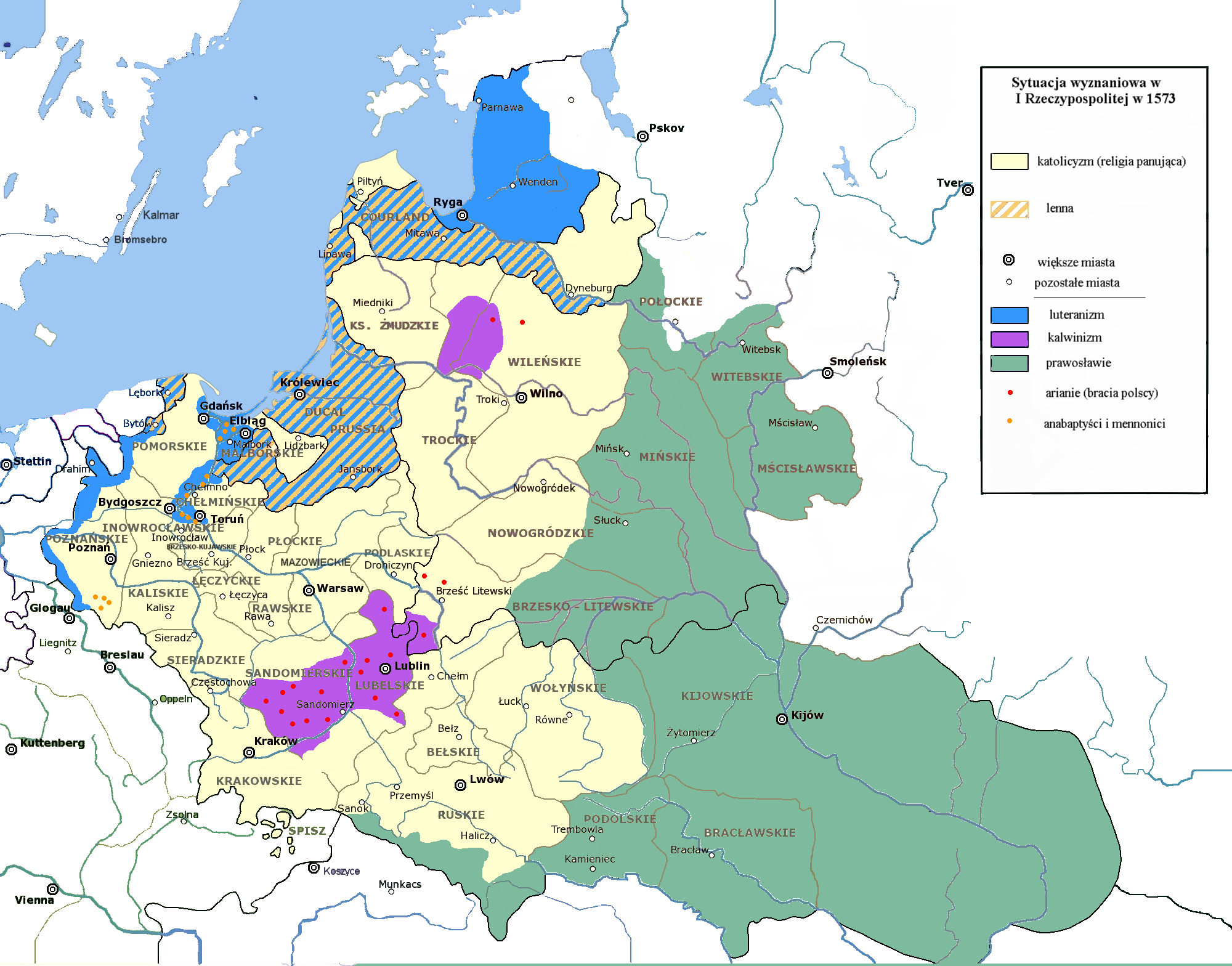
Situação religiosa na Comunidade Polaco-Lituana em 1573

### Antecedentes
Os cristãos orientados para Roma e os seus homólogos orientados para Bizâncio cortaram formalmente as ligações a partir de 1054. Tentativas subsequentes de unificar os fiéis ortodoxos e os católicos romanos foram feitas em várias ocasiões, incluindo um caso em 1452 em que o deposto metropolita de Kiev, Isidoro, endossou a União de Florença de 1439 e prometeu formalmente a união da Igreja da Rus' com Roma.
Em 1588-1589, o patriarca de Constantinopla Jeremias II viajou pela Europa Oriental, particularmente pela Comunidade Polaco-Lituana e pelo Czarado da Rússia, onde finalmente reconheceu a Igreja Ortodoxa Russa, que estava afastada de Constantinopla desde a década de 1440, devido a união, assinada em 1439 por representantes das Igrejas Ortodoxas e da Igreja Romana e aprovada pelo Imperador João VIII Paleólogo, e consagrou Jó de Moscou como o Patriarca de Toda a Rússia. O patriarca Jeremias II depôs o metropolita de Kiev, Onesíforo, e com a aprovação do Rei da Polônia, Sigismundo III, consagrou Miguel Rohoza como o novo metropolita de Kiev, Galícia e Toda a Rússia.

### Negociações
Depois que o patriarca Jeremias II deixou o Czarado da Rússia em 1589, quatro do nove hierarcas da Igreja rutena reunidos em um sínodo na cidade de Brest redigiram os 33 artigos da União, que foram aceitos pelo Papa Sisto V. O que no começo foi muito próspero, com o passar das décadas foi perdendo muito do seu apoio inicial, principalmente devido à sua aplicação nas paróquias ortodoxas, o que provocou várias revoltas massivas, entretanto na Galícia austríaca, a Igreja persiste até nossos dias, principalmente na Igreja Greco-Católica Ucraniana e também na Igreja Greco-Católica Bielorrussa.

### Proclamação

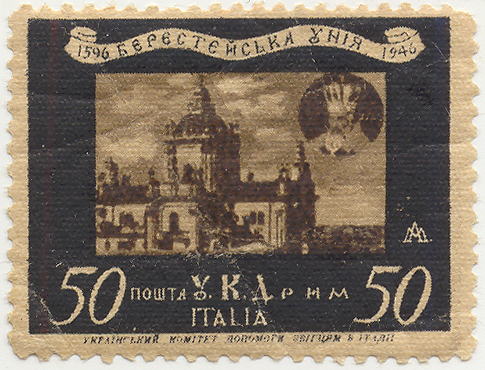
Selo comemorativo emitido para o 350º aniversário da União de Brest pelo Comitê Ucraniano de Ajuda aos uigures na Itália.

A união foi proclamada solene e publicamente na Sala de Constantino, no Vaticano. Cônego Eustácio Wołłowicz, de Vilnius, leu em ruteno e em latim a carta do episcopado ruteno ao Papa, datada de 12 de junho de 1595. O cardeal Silvio Antoniani agradeceu ao episcopado ruteno em nome do Papa, e expressou sua alegria pelo feliz acontecimento. Então Hipácio Pociej, bispo de Volodimir, em seu próprio nome e no do episcopado ruteno, leu em latim a fórmula de abjuração do "Cisma Grego de 1054", o bispo Cirilo Terlecki de Lutsk leu-a em ruteno, e eles afixaram suas assinaturas. O Papa Clemente VIII dirigiu-lhes então uma alocução, expressando a sua alegria e prometendo o seu apoio aos rutenos. Foi cunhada uma medalha em comemoração ao acontecimento, com a inscrição: Ruthenis receptis. No mesmo dia, a bula Magnus Dominus et laudabilis nimis foi publicada, anunciando ao mundo católico romano pela primeira vez que os rutenos estavam na unidade da Igreja Romana. A bula recita os acontecimentos que levaram à união, a chegada de Pociej e Terlecki a Roma, sua abjuração e a concessão aos rutenos de que deveriam manter seu próprio rito, salvo os costumes que se opunham à pureza da doutrina católica. e incompatível com a comunhão da Igreja Romana. Em 7 de fevereiro de 1596, o Papa Clemente VIII dirigiu ao episcopado ruteno o breve Benedictus sit Pastor ille bônus, ordenando a convocação de um sínodo no qual os bispos rutenos deveriam recitar a profissão da fé católica. Várias cartas também foram enviadas ao rei, aos príncipes e aos magnatas poloneses, exortando-os a receber os rutenos sob sua proteção. Outra bula, Decet Romanum pontificem, datada de 23 de fevereiro de 1596, definiu os direitos do episcopado ruteno e suas relações em sujeição à Santa Sé.